# Liste der Baudenkmale in Satemin
In der Liste der Baudenkmale in Satemin sind die Baudenkmale des niedersächsischen Dorfes Satemin aufgelistet. Der Stand der Liste ist der 21. Oktober 2021. Dies ist ein Teil der Liste der Baudenkmale in Lüchow (Wendland). Die Quelle der IDs und der Beschreibungen ist der Denkmalatlas Niedersachsen.

## Allgemein
In den Spalten befinden sich folgende Informationen:
- Lage: die Adresse des Baudenkmales und die geographischen Koordinaten. Kartenansicht, um Koordinaten zu setzen. In der Kartenansicht sind Baudenkmale ohne Koordinaten mit einem roten Marker dargestellt und können in der Karte gesetzt werden. Baudenkmale ohne Bild sind mit einem blauen Marker gekennzeichnet, Baudenkmale mit Bild mit einem grünen Marker.
- Bezeichnung: Bezeichnung des Baudenkmales
- Beschreibung: die Beschreibung des Baudenkmales. Unter § 3 Abs. 2 NDSchG werden Einzeldenkmale und unter § 3 Abs. 3 NDSchG Gruppen baulicher Anlagen und deren Bestandteile ausgewiesen.
- ID: die Objekt-ID des Baudenkmales
- Bild: ein Bild des Baudenkmales, ggf. zusätzlich mit einem Link zu weiteren Fotos des Baudenkmals im Medienarchiv Wikimedia Commons. Wenn man auf das Kamerasymbol klickt, können Fotos zu Baudenkmalen aus dieser Liste hochgeladen werden:

## Baudenkmale

### Gruppe baulicher Anlagen
| Lage | Bezeichnung                                                                                | Beschreibung | ID       | Bild |
| --- | ------------------------------------------------------------------------------------------ | --- | -------- | ---- |
| Nr. 1, 2, 3, 4, 5, 6, 11, 12, 14, 16, 17, 18, 19, 20, 21, 22, 23, 24, 25, 27, 28, 31, 41, 43, 44, 45 52° 57′ 24″ N, 11° 5′ 42″ O | Gesamter Rundling mit Kirche, Zufahrtsstraßen, Dorfplatz und den anschließenden Hofanlagen | Das Rundlingsdorf 4 km südwestlich von Lüchow gehört mit seiner beeindruckenden Geschlossenheit im baulichen Bestand aus der Mitte des 19. Jahrhunderts und trotz der ungewöhnlichen Größe zu den in Lage, Form und Struktur besonders typischen Dorfanlagen innerhalb der Siedlungslandschaft Rundlinge im Wendland. | 30828460 |      |

### Einzeldenkmale
| Lage                               | Bezeichnung               | Beschreibung | ID       | Bild           |
| ---------------------------------- | ------------------------- | --- | -------- | -------------- |
| 52° 57′ 19″ N, 11° 5′ 42″ O        | Kirche Satemin            | Kleiner rechteckiger Feldsteinbau mit Backsteinteilen; die Ostwand ist durch gestaffelte Blendnischen gestaltet. Der wuchtige Westturm besteht aus Feldsteinen, sein Pyramidendach ist in Dachziegeln gedeckt, der relativ große Dachüberstand des Pyramidenhelmes ruht auf Konsolen. Erstmals erwähnt 1313, ältestes Ausstattungselement ist eine Glocke von 1478. Der Kircheninnenraum ist von einem flachen Tonnengewölbe überspannt. | 30860468 | Weitere Bilder |
| 52° 57′ 19″ N, 11° 5′ 42″ O        | Friedhof                  | Um die Kirche herum angelegter Friedhof. | 30860449 | BW             |
| 52° 57′ 16″ N, 11° 5′ 42″ O        | Gefallenendenkmal         | Denkmal für die Gefallenen des Ersten und Zweiten Weltkriegs auf dem Friedhof von Satemin, vermutlich errichtet um 1920, später erweitert um die Gefallenen des Zweiten Weltkriegs. Sandsteinpfeiler mit bekrönendem Kapitell. | 39613110 | BW             |
| 52° 57′ 20″ N, 11° 5′ 42″ O        | Feuerspritzenhaus         | Kleiner Fachwerkbau mit Backsteinausfachungen unter Satteldach in Hohlpfannendeckung. Toreinfahrt in der Südostfassade. Errichtet 1835 (i). | 30861269 |                |
| Nr. 1 52° 57′ 22″ N, 11° 5′ 48″ O  | Wohn-/ Wirtschaftsgebäude | Giebelständiges Vierständerhaus in Fachwerk mit Backsteinausfachung, unter Satteldach in Ziegeldeckung. Errichtet 1850 (i). | 30861248 | BW             |
| Nr. 1 52° 57′ 21″ N, 11° 5′ 49″ O  | Scheune                   | Großer Fachwerkbau mit Backsteinausfachungen nach Art eines Hallenhauses; ausmittige Längseinfahrt; Satteldach in Hohlpfannendeckung; großer Stallanbau an der östlichen Traufseite. Errichtet 1857 (i). | 30861208 | BW             |
| Nr. 2 52° 57′ 22″ N, 11° 5′ 46″ O  | Wohn-/ Wirtschaftsgebäude | Giebelständiges Vierständerhaus in Fachwerk mit Backsteinausfachung, unter Satteldach. Wirtschaftsgiebel in engmaschigem Gitterfachwerk. Errichtet 1850 (i). | 30861168 | BW             |
| Nr. 2 52° 57′ 21″ N, 11° 5′ 47″ O  | Stall                     | Wandständerbau mit Hochrähmzimmerung und durchgehälsten Ankerbalken; Backsteinausfachung; Satteldach in roter Hohlpfannendeckung. Errichtet 1851 (i). | 30861147 | BW             |
| Nr. 3 52° 57′ 24″ N, 11° 5′ 42″ O  | Wohn-/ Wirtschaftsgebäude | Giebelständiges Vierständerhaus in Fachwerk mit Backsteinausfachung, unter Satteldach; Wirtschaftsgiebel in engmaschigem Gitterfachwerk; dreiachsiges Zwerchhaus in der östlichen Dachfläche des Wohnendes. Errichtet 1850 (i). Ehemalige Hofstelle Nr. 5. | 30861107 |                |
| Nr. 3 52° 57′ 21″ N, 11° 5′ 44″ O  | Stall                     | Langgestreckter Backsteinbau. Vorderer Teil zweigeschossig. Obergeschoss in Fachwerk unter Satteldach mit Zementplattendeckung. Hinterer Teil mit Kniestock unter Satteldach mit Zementplattendeckung. Errichtet 1901 (i). | 39612524 | BW             |
| Nr. 3 52° 57′ 21″ N, 11° 5′ 45″ O  | Scheune                   | Fachwerkbau mit Backsteinausfachungen, diese weiß geschlämmt; unter Satteldach. Giebel in engmaschigem Gitterfachwerk. Errichtet 1852 (i). | 39612444 | BW             |
| Nr. 4 52° 57′ 22″ N, 11° 5′ 42″ O  | Wohn-/ Wirtschaftsgebäude | Giebelständiges Vierständerhaus in Fachwerk mit Backsteinausfachung und unter Satteldach; Krempziegeldeckung über dem Wirtschaftsteil; Wohnende überformt. Errichtet 1850 (i). Ehemalige Hofstelle Nr. 7. | 30861067 | BW             |
| Nr. 5 52° 57′ 20″ N, 11° 5′ 43″ O  | Scheune                   | Fachwerkbau mit weiß geschlämmter Backsteinausfachung; verbretterte Giebeldreiecke; unter Satteldach in Ziegeldeckung. Zu Wohnzwecken umgebaut. Errichtet in der Mitte des 19. Jahrhunderts. Gehörte ehemals zur Hofanlage Nr. 4 (früher Nr. 7). | 39612541 | BW             |
| Nr. 6 52° 57′ 19″ N, 11° 5′ 40″ O  | Wohn-/ Wirtschaftsgebäude | Einschossiger Fachwerkbau mit geschlämmten Backsteinausfachungen, Querdurchfahrt und zweigeschossigem Wohnteil unter Satteldächern in Doppelmuldenfalzziegeldeckung. Errichtet als Pfarrhaus 1814 durch Architekt Schertel; Umbau 1909 durch Architekt Carl Kofahl, Lüchow. Ehemals Hofstelle Nr. 8. | 30861088 | BW             |
| Nr. 11 52° 57′ 20″ N, 11° 5′ 38″ O | Wohn-/ Wirtschaftsgebäude | Eingeschossiges traufständiges Fachwerkgebäude unter hohlpfannengedecktem Satteldach. Mittiges Zwerchhaus. Errichtet als Küsterhaus Anfang des 19. Jahrhunderts. Ehemalige Hofstelle Nr. 9. | 30860308 | BW             |
| Nr. 11 52° 57′ 20″ N, 11° 5′ 37″ O | Scheune                   | Giebelständiges Fachwerkgebäude mit Backsteinausfachung; unter hohlpfannengedecktem Satteldach. Ausmittige Längseinfahrt. Errichtet in der zweiten Hälfte des 19. Jahrhunderts. | 40669527 | BW             |
| Nr. 12 52° 57′ 20″ N, 11° 5′ 41″ O | Wohn-/ Wirtschaftsgebäude | Giebelständiges Vierständerhaus in Fachwerk mit Backsteinausfachung und unter Satteldach in Ziegeldeckung. Errichtet 1850 (i). Ehemalige Hofstelle Nr. 10. | 30861027 | BW             |
| Nr. 14 52° 57′ 22″ N, 11° 5′ 40″ O | Wohn-/ Wirtschaftsgebäude | Giebelständiges Vierständerhaus in Fachwerk mit Backsteinausfachung und unter Satteldach in Hohlpfannendeckung. Errichtet 1850 (i). | 30860968 |                |
| Nr. 16 52° 57′ 23″ N, 11° 5′ 40″ O | Wohn-/ Wirtschaftsgebäude | Giebelständiges Vierständerhaus in Fachwerk mit Backsteinausfachung; unter Satteldach. Errichtet 1850 (i); Wohnende Ende des 19. Jahrhunderts zweigeschossig erweitert. | 30860947 |                |
| Nr. 16 52° 57′ 23″ N, 11° 5′ 37″ O | Scheune                   | Fachwerkbau mit Backsteinausfachungen in Vierständerbauweise, unter Satteldach. Errichtet 1853 (i). Südlicherer Anbau 1911 (i). | 39612569 | BW             |
| Nr. 17 52° 57′ 23″ N, 11° 5′ 39″ O | Wohn-/ Wirtschaftsgebäude | Giebelständiges Vierständerhaus in Fachwerk mit Backsteinausfachung und unter Satteldach in Hohlpfannendeckung. Wirtschaftsgiebel in engmaschigem Gitterfachwerk. Rechte Traufseite (N) zwecks Verbreiterung der Hofdurchfahrt zurückgesetzt. Errichtet 1850 (i). Dem Haupthaus rückseitig quer vorgelagerter, zweigeschossiger Fachwerkbau mit Backsteinausfachung und unter Satteldach der Zeit um 1900.                               | 30860926 |                |
| Nr. 17 52° 57′ 24″ N, 11° 5′ 35″ O | Scheune                   | Fachwerkbau in Vierständerkonstruktion, Ausfachungen mit Backstein, Lehmstakung an den Traufseiten; Giebel in engmaschigem Gitterfachwerk; Dielentor leicht ausmittig rechts; links daneben offene Wagenremise; unter Satteldach. Errichtet 1851 (i). | 30860905 | BW             |
| Nr. 18 52° 57′ 24″ N, 11° 5′ 40″ O | Wohn-/ Wirtschaftsgebäude | Giebelständiges Vierständerhaus in Fachwerk mit Backsteinausfachung, unter Satteldach; Wirtschaftsgiebel in engmaschigem Gitterfachwerk; Haus vollständig zu Wohnzwecken ausgebaut. Errichtet 1850 (i). | 30860884 |                |
| Nr. 19 52° 57′ 25″ N, 11° 5′ 39″ O | Wohn-/ Wirtschaftsgebäude | Giebelständiges Vierständerhaus in Fachwerk mit Backsteinausfachung und unter Satteldach in Hohlpfannendeckung. Wirtschaftsgiebel in engmaschigem Gitterfachwerk. Errichtet 1850 (i). | 30860863 |                |
| Nr. 20 52° 57′ 25″ N, 11° 5′ 39″ O | Wohn-/ Wirtschaftsgebäude | Giebelständiges Vierständerhaus in Fachwerk mit Backsteinausfachung und unter Satteldach. Wirtschaftsgiebel in engmaschigem Gitterfachwerk. Errichtet 1850 (i). | 30860821 |                |
| Nr. 21 52° 57′ 26″ N, 11° 5′ 40″ O | Wohn-/ Wirtschaftsgebäude | Giebelständiges Vierständerhaus in Fachwerk mit Backsteinausfachung; unter Satteldach; vollständig zu Wohnzwecken ausgebaut; Dielentor durch Fensterelement ersetzt. Errichtet 1850 (i). | 30860802 | BW             |
| Nr. 22 52° 57′ 26″ N, 11° 5′ 41″ O | Wohn-/ Wirtschaftsgebäude | Giebelständiges Vierständerhaus in Fachwerk mit Backsteinausfachung und unter Satteldach in Ziegeldeckung; vollständig zu Wohnzwecken ausgebaut; Dielentor durch Fensterelement ersetzt. Wirtschaftsgiebel in engmaschigem Gitterfachwerk. Errichtet 1850 (i). | 30860685 | BW             |
| Nr. 23 52° 57′ 26″ N, 11° 5′ 42″ O | Wohn-/ Wirtschaftsgebäude | Giebelständiges Vierständerhaus in Fachwerk mit Backsteinausfachung, unter Satteldach; zweigeschossiges Wohnende in Schieferdeckung; vollständig zu Wohnzwecken ausgebaut; Dielentor zugesetzt; benachbartes Vierständerhaus (ehemals Nr. 24) gehört zu diesem Hof. Errichtet wohl 1850 nach dem Dorfbrand. | 30860664 |                |
| Nr. 24 52° 57′ 26″ N, 11° 5′ 43″ O | Wohn-/ Wirtschaftsgebäude | Giebelständiges Vierständerhaus in Fachwerk mit Backsteinausfachung, unter Satteldach mit Hohlpfannendeckung. Wirtschaftsgiebel in engmaschigem Gitterfachwerk. Errichtet 1850 (i). | 39612649 | BW             |
| Nr. 25 52° 57′ 25″ N, 11° 5′ 44″ O | Wohn-/ Wirtschaftsgebäude | Giebelständiges Vierständerhaus in Fachwerk mit Backsteinausfachung, unter Satteldach, im Wohnteil ziegelgedeckt. Wirtschaftsgiebel in engmaschigem Gitterfachwerk. Errichtet 1850 (i). | 30860643 |                |
| Nr. 27 52° 57′ 25″ N, 11° 5′ 46″ O | Wohn-/ Wirtschaftsgebäude | Wohl ehemaliges Vierständerhaus in Fachwerk mit Backsteinausfachungen; errichtet 1850. Anfang des 20. Jahrhunderts Wirtschaftsteil zu Wohnzwecken umgenutzt; Dielentor entfernt; Kammerfach als Stall genutzt; hier Verlängerung und Anbau einer Querdiele; unter Satteldach in Ziegeldeckung. | 30860624 | BW             |
| Nr. 27 52° 57′ 25″ N, 11° 5′ 45″ O | Stall                     | Zweigeschossiges Stallgebäude, Erdgeschoss massiv in Backsteinmauerwerk, Obergeschoss in Fachwerk mit Backsteinausfachung, unter Satteldach. Errichtet Anfang des 20. Jahrhunderts. | 39612817 | BW             |
| Nr. 28 52° 57′ 24″ N, 11° 5′ 39″ O | Wohn-/ Wirtschaftsgebäude | Giebelständiges Vierständerhaus in Fachwerk mit Backsteinausfachung, unter Satteldach; mehrere nachträgliche Fenstereinbauten traufseitig. Wirtschaftsgiebel in engmaschigem Gitterfachwerk. Errichtet 1850 (i). | 30860603 |                |
| Nr. 31 52° 57′ 23″ N, 11° 5′ 50″ O | Wohn-/ Wirtschaftsgebäude | Eingeschossiges Fachwerkgebäude mit Backsteinausfachung, unter hohlpfannengedecktem Satteldach. Errichtet in der Mitte des 19. Jahrhunderts. Ehemalige Hofstelle Nr. 33. | 30860584 | BW             |
| Nr. 41 52° 57′ 22″ N, 11° 5′ 54″ O | Wohn-/ Wirtschaftsgebäude | Giebelständiges Vierständerhaus in weiß geschlämmten Fachwerk (Backsteinausfachung), unter Satteldach. Errichtet 1902 (i). | 30860527 | BW             |
| Nr. 43 52° 57′ 23″ N, 11° 5′ 52″ O | Wohn-/ Wirtschaftsgebäude | Eingeschossiges traufständiges Fachwerkgebäude mit Backsteinausfachungen, unter ziegelgedecktem Satteldach. Errichtet in der Mitte des 19. Jahrhunderts. | 39074046 | BW             |
| Nr. 43 52° 57′ 22″ N, 11° 5′ 52″ O | Stall                     | Massiver Backsteinbau unter Satteldach; mit Aufzugserker. Errichtet Anfang des 20. Jahrhunderts. | 39613073 | BW             |
| Nr. 44 52° 57′ 22″ N, 11° 5′ 50″ O | Wohnhaus                  | Eingeschossiges traufständiges Fachwerkgebäude unter ziegelgedecktem Halbwalmdach. Mittiges Zwerchhaus. Errichtet in der zweiten Hälfte des 19. Jahrhunderts. Ehemalige Hofstelle Nr. 2. | 30860489 | BW             |
| Nr. 45 52° 57′ 28″ N, 11° 5′ 46″ O | Scheune                   | Fachwerkbau in Vierständerbauweise mit Backsteinausfachungen in den Giebeln und Lehmstakungen in den Traufseiten unter Satteldach in Pfannenblechdeckung. Giebeldreiecke mit Boden-Leisten-Schalung verbrettert. 1837(i). | 39612731 | BW             |